# Brachycaulos
Brachycaulos é um género botânico pertencente à família Rosaceae.